# Liste des distinctions d'Amour, Gloire et Beauté
Liste des récompenses et propositions de récompenses reçues par le feuilleton télévisé Amour, Gloire et Beauté au cours des années.

## Récompenses

### Monte-Carlo Television Festival
- 2013 : INTERNATIONAL TV AUDIENCE AWARDS for the Best Telenovelas - Soap Operas

### Daytime Emmy Awards
- 1997 : Outstanding Supporting Actor in a Drama Series - Ian Buchanan (Dr James Warwick)
- 2000 : Outstanding Lead Actress in a Drama Series - Susan Flannery (Stephanie Forrester)
- 2001 : Outstanding Younger Actor in a Drama Series - Justin Torkildsen (Rick Forrester)
- 2001 : Outstanding Younger Actress in a Drama Series - Adrienne Frantz (Ambrosia Moore Forrester)
- 2002 : Outstanding Lead Actress in a Drama Series - Susan Flannery (Stephanie Forrester)
- 2002 : Outstanding Younger Actress in a Drama Series - Jennifer Finnigan (Bridget Forrester)
- 2003 : Outstanding Lead Actress in a Drama Series - Susan Flannery (Stephanie Forrester)
- 2003 : Outstanding Younger Actress in a Drama Series - Jennifer Finnigan (Bridget Forrester)
- 2004 : Outstanding Younger Actress in a Drama Series - Jennifer Finnigan (Bridget Forrester)
- 2009, 2010 et 2011 : Outstanding Drama Series
- 2010, 2013, 2015, 2020 : Outstanding Drama Series Writing Team
- 2010 : Outstanding Younger Actor in a Drama Series - Drew Tyler Bell (Thomas Forrester)
- 2011, 2013 et 2015 : Outstanding Drama Series Directing Team
- 2011 : Outstanding Younger Actor in a Drama Series - Scott Clifton (Liam Spencer)
- 2011 : Outstanding Supporting Actress in a Drama Series - Heather Tom (Katie Logan)
- 2012 : Outstanding Lead Actress in a Drama Series - Heather Tom (Katie Logan)
- 2013 : Outstanding Supporting Actor in a Drama Series - Scott Clifton (Liam Spencer)
- 2013 : Outstanding Lead Actress in a Drama Series - Heather Tom (Katie Logan)
- 2017 : Outstanding Lead Actor in a Drama Series - Scott Clifton (Liam Spencer)
- 2018 : Outstanding Younger Actor in a Drama Series - Rome Flynn (Zende Dominiguez)
- 2019 : Outstanding Lead Actress in a Drama Series - Jacqueline MacInnes Wood (Steffy Forrester)
- 2020 : Outstanding Lead Actress in a Drama Series - Heather Tom (Katie Logan)
- 2022 : Outstanding Lead Actor in a Drama Series - John McCook (Eric Forrester)

### Directors Guild of America Awards
- 1991 : Outstanding Directing - Daytime Serials - Michael Stitch (Episode 1103)
- 1994 : Outstanding Directing - Daytime Serials - Michael Stitch (Episode 1884)

### Environmental Media Awards
- 1992

### Festival de la Rose d'Or
- 2005 : Best Soap Actress - Lesley-Anne Down (Jacqueline Payne Marone)
- 2006 : Best Soap Actor - Jack Wagner (Dominick Marone)

### Soap Opera Digest Awards[1]
- 1993 : Outstanding Villain/Villainess - Kimberlin Brown (Sheila Carter)
- 1995 : Outstanding Villainess - Kimberlin Brown (Sheila Carter)
- 1999 : Outstanding Support Actor - Ian Buchanan (James Warwick)

### Telegatto(Italie)
- 1991 : American TV Show
- 1994 : American TV Show
- 1996 : American TV Show
- 1997 : American TV Show

### TeleVizier-Ring Gala(Pays-Bas)
- 1993

### TV Soap Golden Boomerang Awards
- 2006 : Best Show
- 2006 : Best Actor - Jack Wagner (Dominick Marone)
- 2006 : Best Actress - Katherine Kelly Lang (Brooke Logan)
- 2006 : Best Supporting Actor - Winsor Harmon (Thorne Forrester)
- 2006 : Best Supporting Actress - Lesley-Anne Down (Jacqueline Payne Marone)
- 2006 : Best Younger Actress - Ashley Jones (Dr Bridget Forrester)

### Young Artist Awards[2]
- 1995 : Best Performance by a Youth Actress in a Daytime Series - Maitland Ward (Jessica Forrester)
- 1997 : Best Performance in a Daytime Drama: Young Actor - Kyle Sabihy (Clarke Garrison Jr.)
- 1997 : Best Performance in a Daytime Drama: Young Actress - Landry Allbright (Bridget Forrester)

## Propositions

### ALMA Awards
- 1998 : Lilly Melgar (Claudia Cortéz)
- 2001 : Gladys Jimenez (Carmen Arena)
- 2002 : Sandra Vidal (Sofia Alonso)

### Daytime Emmy Awards
- 1991 : Outstanding Supporting Actress in a Drama Series - Darlene Conley (Sally Spectra)
- 1992 : Outstanding Supporting Actress in a Drama Series - Darlene Conley (Sally Spectra)
- 1994 : Outstanding Supporting Actor in a Drama Series - Ian Buchanan (Dr James Warwick)
- 1995 : Outstanding Supporting Actor in a Drama Series - Ian Buchanan (Dr James Warwick)
- 1996 : Outstanding Supporting Actor in a Drama Series - Ian Buchanan (Dr James Warwick)
- 1998 : Outstanding Supporting Actor in a Drama Series - Ian Buchanan (Dr James Warwick)
- 1999 : Outstanding Younger Actor in a Drama Series - Jacob Young (Rick Forrester)
- 2000 : Outstanding Drama Series Directing Team
- 2000 : Outstanding Drama Series Writing Team
- 2000 : Outstanding Younger Actress in a Drama Series - Adrienne Frantz (Ambrosia Moore Forrester)
- 2001 : Outstanding Lead Actor in a Drama Series - John McCook (Eric Forrester)
- 2001 : Outstanding Lead Actress in a Drama Series - Susan Flannery (Stephanie Forrester)
- 2002 : Outstanding Drama Series Directing Team
- 2002 : Outstanding Younger Actor in a Drama Series - Justin Torkildsen (Rick Forrester)
- 2003 : Outstanding Drama Series
- 2003 : Outstanding Drama Series Writing Team
- 2003 : Outstanding Younger Actress in a Drama Series - Adrienne Frantz (Ambrosia Moore Forrester)
- 2004 : Outstanding Drama Series
- 2005 : Outstanding Lead Actor in a Drama Series - Jack Wagner (Dominick Marone)
- 2005 : Outstanding Lead Actress in a Drama Series - Susan Flannery (Stephanie Forrester)
- 2006 : Outstanding Drama Series Directing Team
- 2006 : Outstanding Drama Series Writing Team
- 2006 : Outstanding Lead Actress in a Drama Series - Susan Flannery (Stephanie Forrester)
- 2007 : Outstanding Drama Series
- 2007 : Outstanding Drama Series Writing Team
- 2007 : Outstanding Supporting Actress in a Drama Series - Lesli Kay (Felicia Forrester)
- 2008 : Outstanding Drama Series Directing Team
- 2008 : Outstanding Drama Series Writing Team
- 2008 : Outstanding Supporting Actress in a Drama Series - Heather Tom (Katie Logan)
- 2009 : Outstanding Drama Series
- 2009 : Outstanding Lead Actress in a Drama Series - Susan Flannery (Stephanie Forrester)
- 2009 : Outstanding Drama Series Writing Team

### Directors Guild of America Awards
- 1995 : Outstanding Directing - Daytime Serials - Michael Stitch
- 1996 : Outstanding Directing - Daytime Serials - Michael Stitch
- 1997 : Outstanding Directing - Daytime Serials - Michael Stitch
- 1998 : Outstanding Directing - Daytime Serials - Michael Stitch
- 1999 : Outstanding Directing - Daytime Serials - Michael Stitch
- 2000 : Outstanding Directing - Daytime Serials - Michael Stitch
- 2001 : Outstanding Directing - Daytime Serials - Michael Stitch (Episode 3532)
- 2002 : Outstanding Directing - Daytime Serials - Michael Stitch (Episode 3948)
- 2005 : Outstanding Directing - Daytime Serials - Michael Stitch (Episode 4623)

### Imagen Foundation Awards
- 2006
- 2007

### NAACP Image Awards
- 1999
- 2006
- 2007
- 2008

### Prism Awards
- 2007 : Daytime Drama Storyline - Le combat de Taylor contre son alcoolisme

### Soap Opera Digest Awards[1]
- 1989 : Outstanding Villainess: Daytime - Susan Flannery (Stephanie Forrester)
- 1989 : Outstanding Male Newcomer: Daytime - Daniel McVicar (Clarke Garrison)
- 1989 : Outstanding Heroine: Daytime - Joanna Johnson (Caroline Spencer)
- 1989 : Outstanding Daytime Serial
- 1990 : Outstanding Comic Actress: Daytime - Darlene Conley (Sally Spectra)
- 1990 : Outstanding Daytime Serial
- 1991 : Outstanding Supporting Actress: Daytime - Darlene Conley (Sally Spectra)
- 1991 : Outstanding Villainess: Daytime - Susan Flannery (Stephanie Forrester)
- 1991 : Outstanding Story Line: Daytime - La relation amoureuse entre Brooke & Eric
- 1991 : Outstanding Daytime Soap
- 1991 : Outstanding  Heroine: Daytime - Katherine Kelly Lang (Brooke Logan)
- 1992 : Outstanding Younger Lead Actor: Daytime - Todd McKee (Jake Maclaine)
- 1992 : Outstanding Supporting Actress: Daytime - Darlene Conley (Sally Spectra)
- 1992 : Outstanding Villainess: Daytime - Jane A. Rogers (Julie Delorean)
- 1992 : Best Wedding: Daytime - Le mariage de Brooke & Eric
- 1992 : Outstanding Female Newcomer: Daytime - Michelle Davison (Ruthanne Owens)
- 1992 : Outstanding Comic Performance: Daytime - Schae Harrison (Darla Einstein)
- 1992 : Best Love Story: Daytime or Prime Time - Bobbie Eakes & Jeff Techta (Macy Alexander & Thorne Forrester)
- 1992 : Outstanding Daytime Serial
- 1993 : Outstanding Lead Actress - Susan Flannery (Stephanie Forrester)
- 1993 : Outstanding Comic Performance - Darlene Conley (Sally Spectra)
- 1993 : Favorite Show
- 1993 : Hottest Female Star - Katherine Kelly Lang (Brooke Logan)
- 1993 : Hottest Male Star - Ronn Moss (Ridge Forrester)
- 1994 : Outstanding Lead Actress - Susan Flannery (Stephanie Forrester)
- 1994 : Outstanding Supporting Actor - John McCook (Eric Forrester)
- 1994 : Outstanding Supporting Actress - Bobbie Eakes (Macy Alexander)
- 1994 : Favorite Show
- 1994 : Hottest Female Star - Katherine Kelly Lang (Brooke Logan)
- 1994 : Outstanding Scene Stealer - Darlene Conley (Sally Spectra)
- 1994 : Favorite Storyline - La bataille pour le brevet BLF
- 1994 : Outstanding Villain/Villainess - Kimberlin Brown (Sheila Carter)
- 1994 : Outstanding Male Newcomer - Ken LaRon (Keith Anderson)
- 1994 : Hottest Male Star - Ronn Moss (Ridge Forrester)
- 1995 : Outstanding Female Newcomer - Maitland Ward (Jessica Forrester)
- 1995 : Favorite Show
- 1995 : Hottest Female Star - Hunter Tylo (Taylor Hayes)
- 1995 : Hottest Soap Couple - Katherine Kelly Lang & Ronn Moss (Brooke Logan & Ridge Forrester)
- 1996 : Outstanding Supporting Actress - Susan Flannery (Stephanie Forrester)
- 1996 : Hottest Romance - Katherine Kelly Lang, Hunter Tylo & Ronn Moss (Le triangle amoureux entre Brooke, Taylor et Ridge)
- 1996 : Outstanding Female Scene Stealer - Barbara Crampton (Maggie Forrester)
- 1996 : Outstanding Villainess - Kimberlin Brown (Sheila Carter)
- 1997 : Outstanding Female Showstopper - Darlene Conley (Sally Spectra)
- 1997 : Outstanding Teen Performer - Kyle Sabihy (Clarke Garrison Jr.)
- 1997 : Outstanding Villainess - Kimberlin Brown (Sheila Carter)
- 1997 : Hottest Male Star - Ronn Moss (Ridge Forrester)
- 1998 : Outstanding Supporting Actor - John McCook (Eric Forrester)
- 1998 : Favorite Show
- 1998 : Hottest Male Star - Ronn Moss (Ridge Forrester)
- 1998 : Outstanding Female Scene Stealer - Tracey E. Bregman (Lauren Fenmore)
- 1999 : Outstanding Supporting Actress - Bobbie Eakes (Macy Alexander)
- 1999 : Favorite Show
- 1999 : Hottest Female Star - Hunter Tylo (Taylor Hayes)
- 2000 : Outstanding Lead Actress - Susan Flannery (Stephanie Forrester)
- 2000 : Outstanding Younger Lead Actress - Adrienne Frantz (Ambrosia Moore Forrester)
- 2000 : Outstanding Female Newcomer - Marissa Tait (Becky Moore)
- 2000 : Favorite Show
- 2001 : Outstanding Child Actor - Jennifer Finnigan (Bridget Forrester)
- 2001 : Outstanding Younger Lead Actress - Adrienne Frantz (Ambrosia Moore Forrester)
- 2001 : Outstanding Lead Actress - Susan Flannery (Stephanie Forrester)
- 2001 : Outstanding Heroine - Katherine Kelly Lang (Brooke Logan)
- 2001 : Favorite Show
- 2001 : Favorite Storyline - La romance cachée de Brooke et Thorne
- 2001 : Outstanding Villainess - Sarah Buxton (Morgan DeWitt)
- 2003 : Outstanding Younger Lead Actor - Justin Torkildsen (Rick Forrester)
- 2003 : Outstanding Younger Lead Actress - Jennifer Finnigan (Bridget Forrester)
- 2003 : Outstanding Lead Actress - Katherine Kelly Lang (Brooke Logan)
- 2003 : Favorite Show
- 2003 : Soapnet Outstanding Plot Twist Award - La mort de Taylor
- 2005 : Outstanding Supporting Actor - Winsor Harmon (Thorne Forrester)
- 2005 : Outstanding Supporting Actor - Sean Kanan (Deacon Sharpe)
- 2005 : Outstanding Supporting Actress - Schae Harrison (Darla Einstein)
- 2005 : Favorite Show
- 2005 : Favorite Triangle - Katherine Kelly Lang, Ronn Moss & Jack Wagner (Le triangle amoureux entre Brooke, Ridge et Nick)
- 2005 : Outstanding Male Newcomer - Drew Tyler Bell (Thomas Hamilton Forrester)
- 2005 : Favorite Return - Lesley-Anne Down (Jacqueline Payne Marone)

### Young Artist Awards[2]
- 1996 : Best Performance by a Young Actor: TV Drama Series - Steve Hartman (Rick Forrester)
- 1996 : Best Performance by a Young Actor: TV Drama Series - Kyle Sabihy (Clarke Garrison Jr.)
- 1997 : Best Performance in a Daytime Drama: Young Actor - Steve Hartman (Rick Forrester)
- 2000 : Best Performance in a Soap Opera: Young Actress - Adrienne Frantz (Ambrosia Moore Forrester)
- 2001 : Best Performance in a Daytime TV Series: Young Actor - Justin Torkildsen (Rick Forrester)
- 2001 : Best Performance in a Daytime TV Series: Young Actress - Ashley Lyn Cafagna (Kimberly Fairchild)
- 2001 : Best Performance in a Daytime TV Series: Young Actress - Jennifer Finnigan (Bridget Forrester)

### YoungStar Awards
- 1997 : Best Young Actor/Performance in a Daytime TV Series - Steve Hartman (Rick Forrester)
- 1999 : Best Young Actress/Performance in a Daytime TV Series - Ashley Lyn Cafagna (Kimberly Fairchild)
- 2000 : Best Young Actor/Performance in a Daytime TV Series - Justin Torkildsen (Rick Forrester)